# Granica (Bileća, BiH)
Granica je naseljeno mjesto u općini Bileća, Republika Srpska, Bosna i Hercegovina.

## Stanovništvo

### Popisi 1971. – 1991.
| Granica       |              |               |               |
| godina popisa | 1991.        | 1981.         | 1971.         |
| Srbi          | 74 (100,0 %) | 115 (92,00 %) | 150 (100,0 %) |
| Jugoslaveni   | 0            | 10 (8,000 %)  | 0             |
| ukupno        | 74           | 125           | 150           |

### Popis 2013.
| Granica       |              |
| godina popisa | 2013.        |
| Srbi          | 36 (100,0 %) |
| ukupno        | 36           |

## Vanjske poveznice
- Službene mrežne stranice općine Bileća